# I vinti (film 1936)
I vinti (Traumulus ) è un film del 1936, diretto da Carl Froelich, con Emil Jannings, Hilde von Stolz.
Il film venne presentato in concorso a Venezia alla 4ª Mostra del Cinema.

## Trama
Il professor Niemeyer è direttore del Ginnasio Reale. Uno degli studenti, il giovane barone Kurt von Zedlitz, frequenta un locale notturno considerato scandaloso dagli abitanti del luogo. Ma, benché Niemeyer si dimostri indulgente, il ragazzo è preso dai sensi di colpa. Dopo un'irruzione della polizia, il professore perde fiducia in lui. Quando Niemeyer si rende conto della buona fede del giovane, ormai è troppo tardi: Kurt si è ucciso e Niemeyer, convinto di non essere degno di guidare il collegio, si dimette.

## Produzione
Il film fu prodotto da Carl Froelich per la sua compagnia, la Froelich-Film GmbH (FFG) (Berlin).

## Distribuzione
Il copyright del film, che venne vietato ai minori di 14 anni, fu registrato il 30 gennaio 1936 con il numero B.41207. Venne presentato in prima il 23 gennaio 1936 all'Ufa-Palast am Zoo di Berlino.